# Sclerocactus

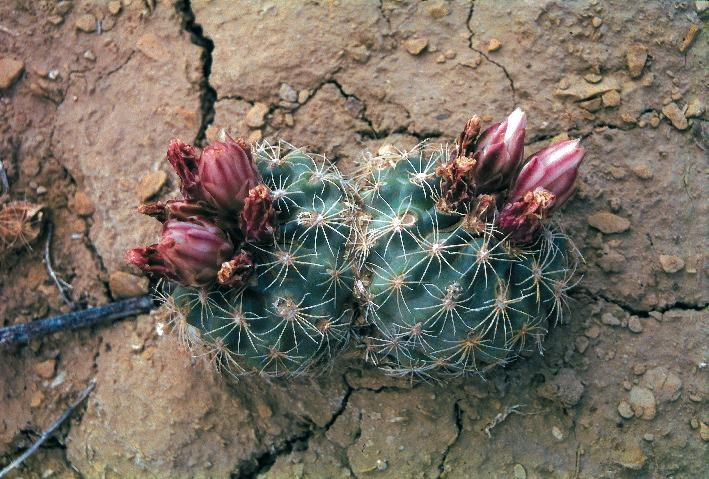
Sclerocactus mesae-verdae

Sclerocactus Britton & Rose – rodzaj sukulentów z rodziny kaktusowatych (Cactaceae).

## Systematyka
Synonimy
Ancistrocactus (K.Schum.) Britton & Rose, Coloradoa Boissev. & Davidson, Echinomastus Britton & Rose, Glandulicactus Backeb., Toumeya Britton & Rose
Pozycja systematyczna według APweb (aktualizowany system APG III z 2009)
Należy do rodziny kaktusowatych (Cactaceae) Juss., która jest jednym z kladów w obrębie rzędu goździkowców (Caryophyllales) i klasy roślin okrytonasiennych. W obrębie kaktusowatych należy do plemienia Cacteae, podrodziny Cacteoideae.
Pozycja w systemie Reveala (1993-1999)
Gromada okrytonasienne (Magnoliophyta Cronquist), podgromada Magnoliophytina Frohne & U. Jensen ex Reveal, klasa Rosopsida Batsch, podklasa goździkowe (Caryophyllidae Takht.), nadrząd Caryophyllanae Takht., rząd goździkowce (Caryophyllales Perleb), podrząd Cactineae Bessey in C.K. Adams, rodzina kaktusowate (Cactaceae Juss.), rodzaj Sclerocactus Britton & Rose.
Gatunki
- Sclerocactus blainei S.L. Welsh & K.H. Thorne
- Sclerocactus brevispinus K.D. Heil & J.M. Porter
- Sclerocactus cloverae K.D. Heil & J.M. Porter
- Sclerocactus glaucus S.L. Welsh & K.H. Thorne
- Sclerocactus mesae-verdae (Boissev. & C.Davidson) L.D.Benson
- Sclerocactus nyensis Hochstätter
- Sclerocactus papyracanthus (Engelm.) N.P. Taylor
- Sclerocactus parviflorus Clover & Jotter
- Sclerocactus polyancistrus (Engelmann & Bigelow) Britton & Rose
- Sclerocactus pubispinus (Engelm.) L.D.Benson
- Sclerocactus scheeri (Salm-Dyck) N.P. Taylor
- Sclerocactus sileri (L.D. Benson) K.D. Heil & J.M. Porter
- Sclerocactus spinosior (Engelm.) D.Woodruff & L.D.Benson
- Sclerocactus wetlandicus Hochstätter
- Sclerocactus whipplei (Engelm. & Bigelow) Britton & Rose
- Sclerocactus wrightiae L.D.Benson